# Cryptospira fischeri
Cryptospira fischeri is een slakkensoort uit de familie van de Marginellidae. De wetenschappelijke naam van de soort is voor het eerst geldig gepubliceerd in 1903 door Bavay.